# Paniers
Pour les articles homonymes, voir panier.

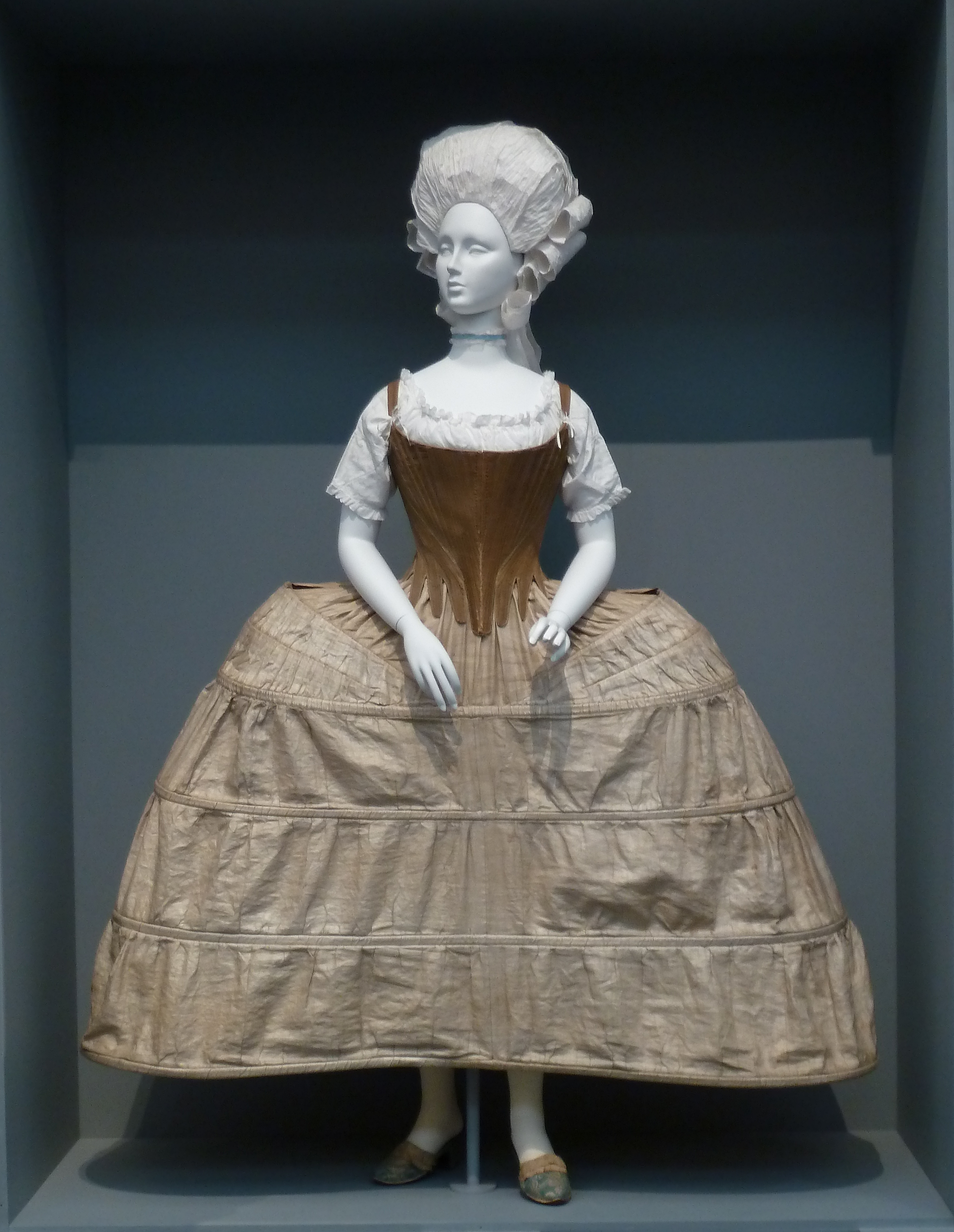
Paniers anglais 1750-1780

Les paniers sont un sous-vêtement porté au XVIIIe siècle par les femmes pour soutenir leurs jupes. Très larges sur les côtés, plats devant et derrière, ils donnent à la silhouette une forme extrêmement différente de ce que sera, au siècle suivant, la crinoline arrondie en cloche, bien que leur but soit le même : accentuer les courbes féminines naturelles en élargissant visuellement les hanches afin d'affiner la taille.

« Madame » Henriette, par Nattier, 1754.

Cette forme prend son origine au XVIIe siècle à la cour d'Espagne, on la trouve dans les portraits de Velázquez. Les paniers ont pris graduellement de l'ampleur au cours du XVIIIe siècle, pouvant atteindre à la cour de Louis XVI dominée par la reine Marie-Antoinette plusieurs pieds de large de chaque côté.

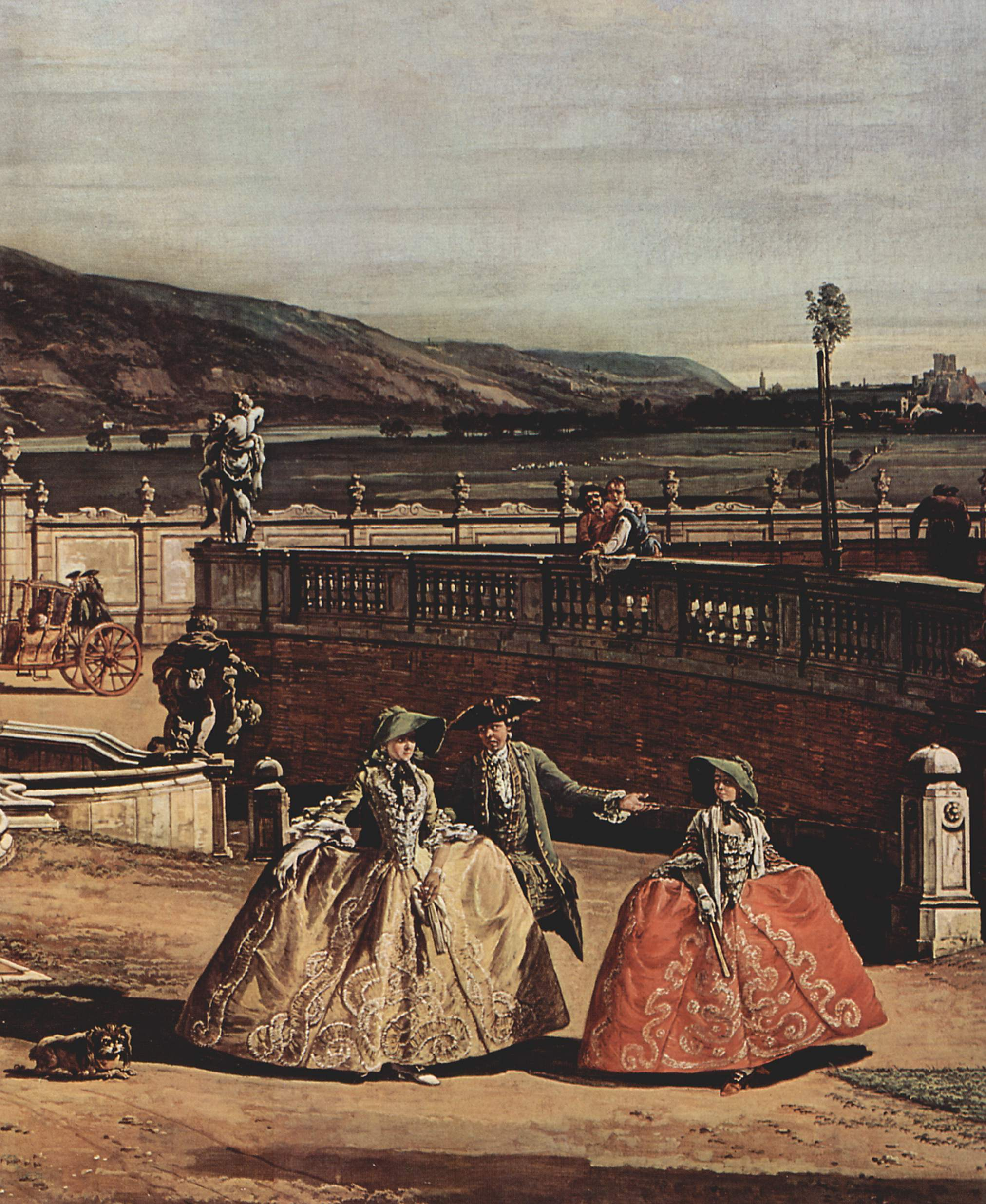
Dame de la Cour de Vienne, par Bernardo Bellotto, vers 1760 (Kunsthistorisches Museum).